# Cambarus carolinus
Cambarus carolinus är en kräftdjursart som först beskrevs av Wilhelm Ferdinand Erichson 1846.  Cambarus carolinus ingår i släktet Cambarus och familjen Cambaridae. IUCN kategoriserar arten globalt som livskraftig. Inga underarter finns listade i Catalogue of Life.